# Sargão da Acádia
Sargão da Acádia, também conhecido como Sargão, o Grande (em acádio: 𒊬𒊒𒄀; romaniz.: Šarru-kinu; ŠAR.RU.KI.IN; LUGAL.GIN; lit. "o verdadeiro rei" ou "o rei é legítimo"), foi um rei acádio célebre por sua conquista das cidades-estado sumérias nos séculos XXIV a.C. e XXIII a.C. Fundador da dinastia acadiana Sargão reinou por 56 anos, de 2 270 a.C. a 2 215 a.C. (cronologia curta). Tornou-se um membro proeminente da corte real de Quis, acabando por derrubar o rei local antes de partir para a conquista da Mesopotâmia.
O vasto império de Sargão teria se estendido de Elão ao mar Mediterrâneo, incluindo toda a Mesopotâmia, partes dos atuais Irã e Síria, e possivelmente partes da Anatólia e da península Arábica. Governou a partir de uma nova capital, Acádia, que a lista de reis sumérios alega ter sido construída por ele (ou possivelmente reformada), situada na margem esquerda do Eufrates. Sargão é o primeiro indivíduo registrado na história a ter criado um império multiétnico governado a partir de um centro, e a sua dinastia governou a Mesopotâmia por cerca de um século e meio.

## Origens e ascensão ao poder
A história do nascimento e da infância de Sargão é listado na "lenda de Sargão", um texto sumério que alega ser a biografia do monarca. As versões mais antigas estão incompletas, porém os fragmentos restantes dão o nome de seu pai como La'ibum. Depois de uma lacuna, o texto pula para Ur-Zababa, rei de Quis, que acorda depois de um sonho, cujo conteúdo não é revelado na parte restante das tabuletas que contêm o texto. Por motivos desconhecidos, Ur-Zababa indica Sargão como seu serviçal. Pouco tempo depois, Ur-Zababa convida Sargão aos seus aposentos, para discutir um sonho que este havia tido, que envolvia o favor da deusa Inana e o afogamento de Ur-Zababa pela deusa. Profundamente assustado, Ur-Zababa ordena que Sargão seja assassinado pelas mãos de Beliš-tikal, o ferreiro-mor, porém Inana consegue impedir, exigindo que Sargão pare diante de seus portões por estar "poluído com sangue". Quando Sargão retorna a Ur-Zababa, o rei se assusta novamente, e decide enviar Sargão ao rei Lugalzagesi, de Uruque, com uma mensagem numa tabuleta de argila, pedindo-lhe que matasse Sargão. O relato da lenda é interrompido neste ponto; presumivelmente as seções que faltam indicariam como Sargão se tornou rei.
A Lista de Reis Sumérios relata: "Em Ágade [Acádia], Sargão, cujo pai era um jardineiro, o copeiro de Ur-Zababa, se tornou rei, o rei de Ágade, que construiu Ágade; ele governou por 56 anos." A alegação de que Sargão teria sido o fundador original de Acade foi questionada recentemente, com a descoberta de uma inscrição que menciona o local, datada do primeiro ano de Ensacusana, que quase seguramente o precedeu. Esta alegação da Lista de Reis foi a base para a especulação anterior, feita por diversos acadêmicos, de que Sargão teria sido a inspiração para a figura bíblica de Ninrode. A Crônica de Weidner afirma que Sargão teria construído Babilônia "diante de Acade". A Crônica dos Reis Antigos afirma igualmente que, no fim de seu reinado, Sargão "escavou o solo do poço de Babilônia, e fez uma equivalente de Babilônia próxima a Ágade." Recentemente, alguns estudiosos afirmaram que estas fontes poderiam estar se referindo a Sargão II, do Império Neoassírio, e não a Sargão da Acádia.
Um texto neoassírio do século VII a.C., que alega ser a autobiografia de Sargão, afirma que o grande rei seria o filho ilegítimo de uma sacerdotisa. No relato neoassírio o nascimento e a infância de Sargão são descritos:

Minha mãe foi uma alta sacerdotisa, meu pai eu não conheci. Os irmãos de meus pais amavam as montanhas. Minha cidade é Azupiranu, que se situa às margens do Eufrates. Minha mãe, alta sacerdotisa, me concebeu, em segredo me pariu. Colocou-me numa cesta de juncos, e selou-o com betume. Colocou-me no rio, que se elevou sobre mim, e me carregou a Aqui, o carregador de água. Aqui, o carregador de água, me aceitou como seu filho e me criou. Aqui, o carregador de água, me nomeou como seu jardineiro. Enquanto eu era um jardineiro, Istar me concedeu seu amor, e por quatro e [...] anos eu exerci o reinado.
A imagem de Sargão como um indesejado sendo colocado para flutuar num rio lembra a narrativa mais conhecida do nascimento de Moisés. Estudiosos como Joseph Campbell e Otto Rank compararam o relato de Sargão, do século VII, com os nascimentos obscuros de outras figuras heroicas da história e da mitologia, como Buda, Édipo, Páris, Télefo, Semíramis, Perseu, Rômulo, Gilgamexe, Ciro, Jesus, e outros.

## Formação do Império Acadiano

O império de Sargão, fim do século XXIV a.C.

Após assumir o poder em Quis, Sargão logo atacou Uruque, que era governada por Lugalzagesi, de Uma. Conquistou Uruque e demoliu suas célebres muralhas. Os defensores parecem ter fugido da cidade, juntando-se a um exército liderado por cinquenta ensis das províncias. Esta força suméria disputou uma batalha campal contra os acádios, que terminou com a debandada das forças restantes de Lugalzagesi. O próprio Lugalzagesi foi capturado e trazido a Nipur; Sargão inscreveu no pedestal de uma estátua (texto que foi preservado num tablete posterior) que trouxera Lugalzagesi "numa coleira de cão até os portões de Enlil." Sargão perseguiu seus inimigos até Ur, antes de se deslocar para leste, até Lagach, no golfo Pérsico, e daí até Uma. Fez um gesto simbólico de lavar suas armas no "Mar Inferior" (Golfo Pérsico), para mostrar que havia conquistado o território da Suméria em sua totalidade.
Outra vitória celebrada por Sargão foi sobre , rei de Cazala. De acordo com uma fonte antiga, Sargão destruiu a cidade com tamanha intensidade que "os pássaros não conseguiam encontrar um lugar mais alto que o solo para repousar."
Para ajudar a limitar a chance de revolta na Suméria, Sargão nomeou uma corte de 5400 homens para "partilhar de sua mesa" (ou seja, administrar seu império). Estes 5400 homens devem ter formado o exército de Sargão. Os governadores, escolhidos por Sargão para administrar as principais cidades-estado da Suméria, eram acadianos, e não sumérios. O acadiano, uma língua semita, se tornou a língua oficial nas inscrições feitas em toda a Mesopotâmia, bem como a língua franca da região, com influência nos territórios vizinhos. O império de Sargão manteve contatos comerciais e diplomáticos com os reinos em torno do mar da Arábia e por todo o Oriente Médio. As inscrições de Sargão relatam que navios de Magan, Meluhha e Dilmum, entre outros locais, ancoravam na sua capital, Ágade.
As antigas instituições religiosas da Suméria, já bem conhecidas e emuladas pelos semitas, foram respeitadas. O sumério continuou a ser majoritariamente a língua da religião, e Sargão e seus sucessores foram patronos dos cultos sumérios. Enheduana, autora de diversos hinos acadianos, e identificada como filha de Sargão, tornou-se sacerdotisa de Nana, a deusa da lua de Ur. O próprio Sargão se intitulou "sacerdote ungido de Anu" e "grande ensi de Enlil".

## Guerras no Noroeste e no Oriente

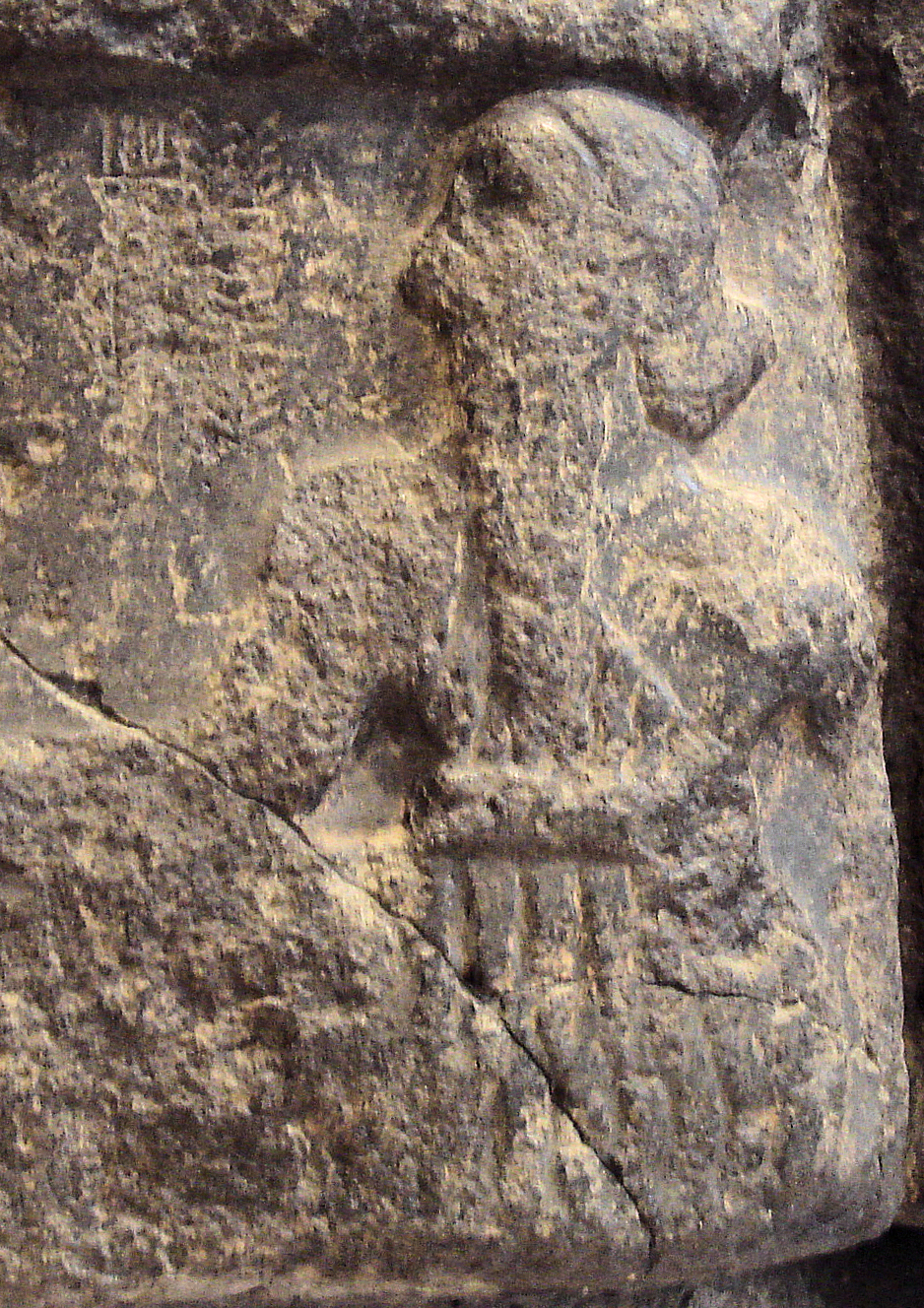
Sargão de Acádia em sua estela da vitória, com a inscrição "Rei Sargão" (𒊬𒊒𒄀 𒈗, Šar-ru-gi lugal) inscrita verticalmente à sua frente.

Pouco tempo após dominar a Suméria, Sargão embarcou numa série de campanhas militares que visavam subjugar todo o Crescente Fértil. De acordo com a Crônicas dos Reis Antigos, um texto historiográfico babilônico tardio:
[Sargão] não tinha nem rival nem igual. Seu esplendor, sobre as terras ele espalhava. Cruzou o mar no oriente. No décimo-primeiro ano conquistou a terra ocidental, em seu ponto mais distante. Colocou-a sob uma autoridade única. Ergueu suas estátuas ali e transportou o butim do ocidente em barcas. Estacionou seus oficiais de corte a cada intervalo de cinco horas-duplas, e governou em união com as tribos das diferentes terras. Marchou a Kazallu e transformou Kazallu num monte de ruínas, de tal maneira que não havia nada que servisse de poleiro para um pássaro.
Sargão capturou Mari, Iarmuti e Ebla, chegando até a "montanha de prata" (Tauro). O Império Acadiano dominou assim as rotas comerciais, para que o fornecimento de madeira e metais preciosos pudesse fluir com segurança pelo Eufrates, chegando até a Acádia.
No Oriente, Sargão derrotou uma invasão feita pelos quatro líderes de Elão, liderados por Luquissã de Avã. Suas cidades foram saqueadas; os governadores, vice-reis e reis de Susa, Baraxe e dos distritos vizinhos se tornaram vassalos da Acádia, e o acadiano se tornou o idioma oficial do discurso internacional. Durante o reinado de Sargão, o acadiano foi padronizado e adaptado para o uso com a escrita cuneiforme utilizada anteriormente com o idioma sumério. Um estilo de caligrafia desenvolveu-se no qual o texto em tabletes de argila e cilindros de cera era distribuído entre cenas mitológicas e rituais.

## Fim do reinado
O texto conhecido como Epopeia do Rei da Batalha mostra Sargão avançando com suas tropas rumo ao coração da Anatólia, para proteger mercadores acádios e mesopotâmicos das extorsões que sofriam do rei de Buruxanda. O mesmo texto menciona que Sargão teria cruzado o Mar do Oeste (Mar Mediterrâneo) indo até Cupara.
Fome e guerras ameaçaram o império de Sargão durante os últimos anos de seu reinado. A Crônica dos Reis Antigos relata que diversas revoltas eclodiram por toda a região neste período.

Posteriormente, em sua [de Sargão] velhice, todas as terras se revoltaram contra ele, e o sitiaram na Acádia; e seu amplo exército ele destruiu. Em seguida ele atacou a terra de Subartu, com todo seu poder, e eles submeteram-se às suas armas, e Sargão pacificou aquela revolta, e os derrotou; conseguiu derrubá-los, e seu amplo exército ele derrotou, e trouxe suas posses para a Acádia. O solo das trincheiras da Babilônia ele removeu, e as fronteiras da Acádia fez à semelhança das da Babilônia. Porém, devido ao mal que ele havia cometido, o grande senhor Marduque, furioso, destruiu seu povo com a fome. Da aurora ao pôr-do-sol combateu-o, sem lhe dar trégua.
A literatura posterior sugere que as rebeliões e outros distúrbios do final do reinado de Sargão teriam sido resultado de atos sacrílegos cometidos pelo rei. O consenso atual é de que a veracidade destas alegações é impossível de ser determinada, já que os desastres eram virtualmente sempre atribuídos a sacrilégios, inspirados na ira divina frequentemente mencionada na literatura mesopotâmica antiga.

## Legado

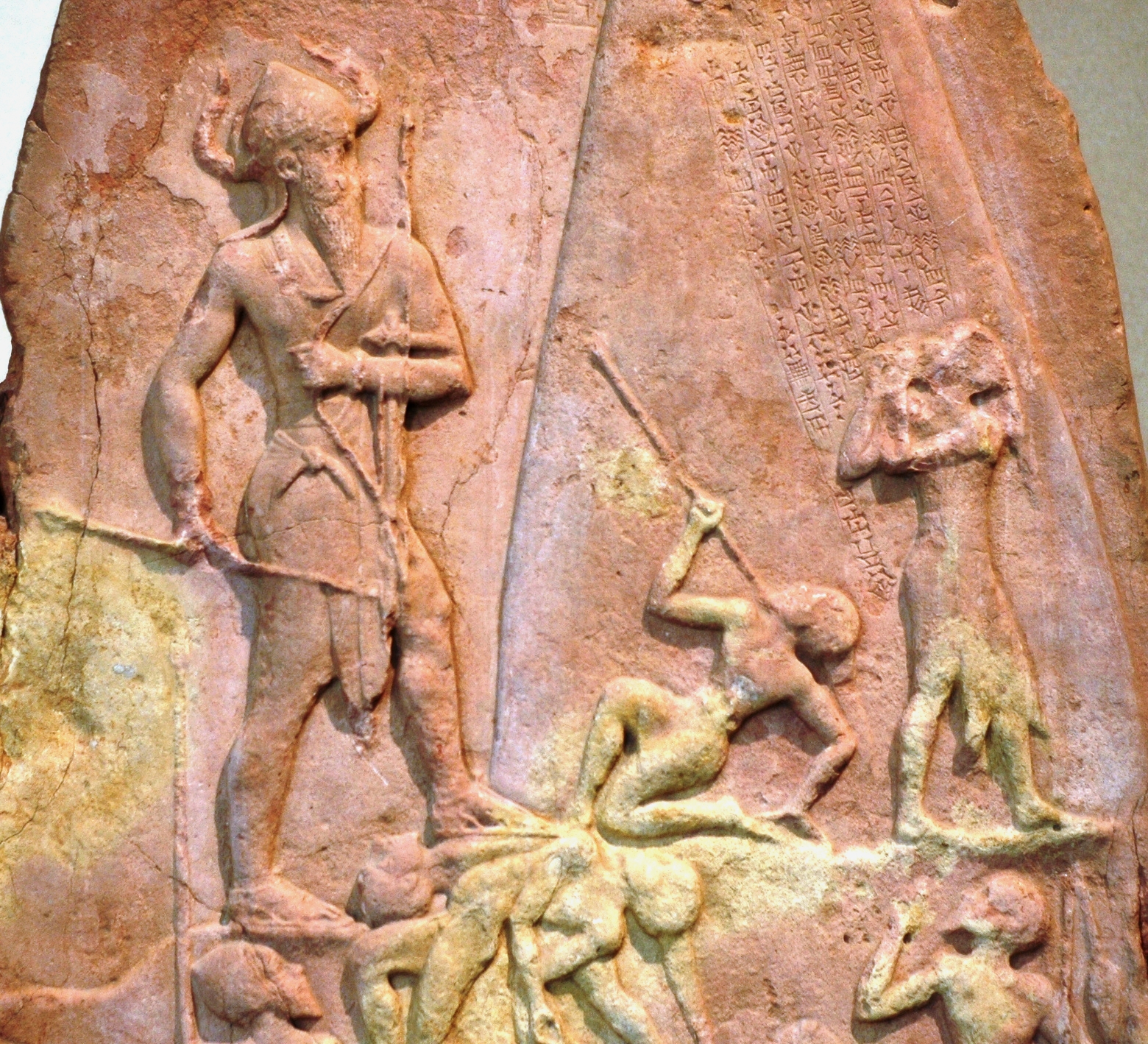
Estela de Narã-Sim, neto de Sargão, celebrando sua vitória contra os lullubi de Zagros

Sargão morreu, de acordo com sua curta cronologia, por volta de 2 215 a.C.. Seu império imediatamente se revoltou, ao ouvir as notícias da morte do rei; a maior parte destas revoltas foi debelada pelo seu filho e sucessor, Rimus, que reinou por nove anos e que foi sucedido por outro filho de Sargão, Manistusu, que reinou por 15 anos. Sargão foi visto como um modelo para os reis da Mesopotâmia por cerca de dois milênios depois de sua morte; os reis assírios e babilônios se viam como herdeiros do seu império. Reis como Nabonido (reinou de 556 a 539 a.C.) mostrou grande interesse na história da dinastia sargônida, e até mesmo chegou a realizar escavações dos palácios de Sargão e de seus sucessores. Alguns destes governantes podem até mesmo ter se inspirado nas conquistas do rei para iniciar suas próprias campanhas ao redor do Oriente Médio. O texto de Sargão em neoassírio desafia assim seus sucessores:

Os povos de cabeça negra [sumérios] eu comandei, eu governei; poderosas montanhas, com machados de bronze eu destruí. Escalei as montanhas superiores, e passei pelo meio das montanhas inferiores. O país do mar eu sitiei por três vezes; Dilmum eu capturei. Até o grande Dur-ilu eu fui, eu (...) eu alterei (...) Todo rei que for exaltado depois de mim, (...) Que ele comande, que ele governe os povos de cabeça negra; que poderosas montanhas, com machados de bronze, ele destrua; que ele escale as montanhas superiores, que ele passe pelo meio das montanhas inferiores; que ele sitie o país do mar por três vezes; que Dilmum ele capture; que ele vá ao grande Dur-ilu.Original (em inglês): The black-headed peoples [Sumerians] I ruled, I governed; mighty mountains with axes of bronze I destroyed. I ascended the upper mountains; I burst through the lower mountains. The country of the sea I besieged three times; Dilmun I captured. Unto the great Dur-ilu I went up, I ... I altered ... Whatsoever king shall be exalted after me, ... Let him rule, let him govern the black-headed peoples; mighty mountains with axes of bronze let him destroy; let him ascend the upper mountains, let him break through the lower mountains; the country of the sea let him besiege three times; Dilmun let him capture; To great Dur-ilu let him go up.— Barton 310, modernizando por J. S. Arkenberg (em inglês)
Outra fonte atribuiu a Sargão o desafio "qualquer rei que agora queira se dizer igual a mim, onde quer que eu tenha ido [conquistado], que ele vá."
Histórias do poder de Sargão e de seu império podem ter influenciado o corpo de textos do folclore local que foi posteriormente incorporado à Bíblia. Diversos acadêmicos especularam que Sargão pode ter sido a inspiração para a figura bíblica de Ninrode, que aparece no Gênesis, bem como na literatura midráshica e talmúdica. A Bíblia menciona Acádia como uma das primeiras cidades-estado do reino de Ninrode, porém não afirma de maneira explícita que ele a teria construído.

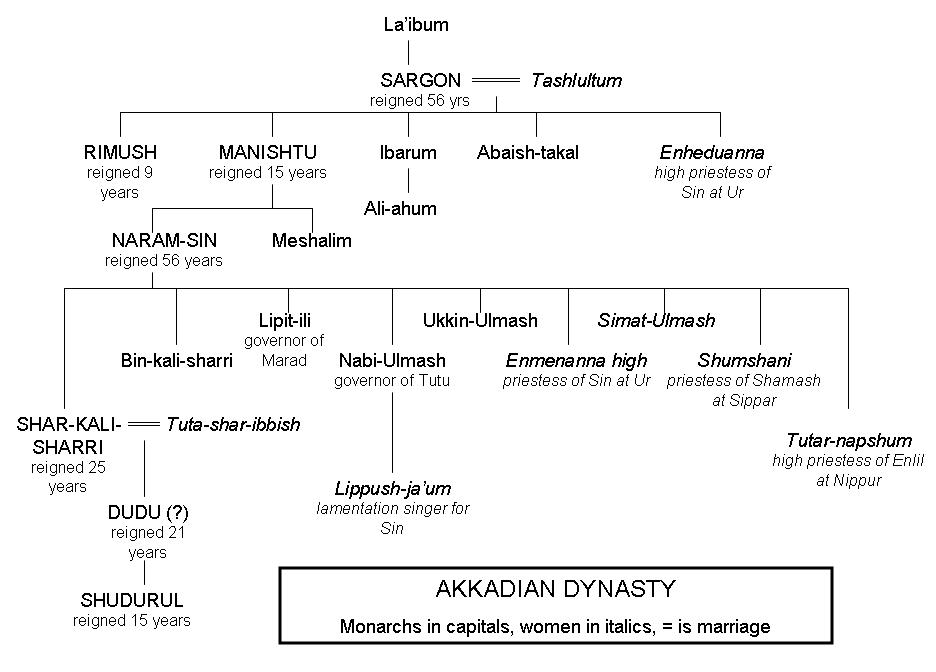
Casa Real da Acádia

## Família
O nome da principal esposa de Sargão, Taslultum, e de diversos de seus filhos, são conhecidos. Sua filha, Enheduana, que viveu durante o fim do século XXIV e início do XXIII a.C., foi uma sacerdotisa, autora de diversos hinos rituais. Várias de suas obras, incluindo a sua Exaltação de Inana, foram utilizadas nos séculos seguintes. Sargão foi sucedido por seu filho, Rimus; após a morte de Rimus outro de seus filhos, Manistusu, subiu ao trono. Os nomes de dois de seus outros filhos, Suenil (Ibarum) e Ilabais-Tacal (Abaixe-Tacal), também são conhecidos.